# Skilpadjies
Les skilpadjies sont un plat traditionnel sud-africain, également connu sous d'autres noms tels que muise et vlermuise. Le nom de ce mets dérive du mot afrikaans skilpad, qui signifie « tortue », en raison de sa forme, et désigne un petit plat de viande oblong à base de foie de mouton ou d'agneau, enveloppé dans du netvet (graisse crépine), qui réfère à la membrane grasse entourant les reins. Cette viande est agrémentée d'oignons émincés, d'herbes et d'épices. Les skilpadjies sont traditionnellement cuits sur un braai, qui désigne le barbecue sud-africain.

## Histoire
Les skilpadjies auraient été inventés par les Voortrekkers, qui ont voyagé depuis la colonie du Cap vers l’arrière-pays de l’Afrique du Sud, emportant avec eux leur amour de la viande et leur esprit pionnier. Ils conservaient leur viande en la faisant mariner dans du sel et des épices, une méthode assez similaire à celle utilisée pour préparer les skilpadjies. Les skilpadjies sont devenus un élément essentiel du patrimoine culinaire de l’Afrique du Sud, en particulier dans la communauté afrikaner.

## Préparation
La plupart des cuisiniers hachent le foie, ajoutent de la coriandre, de l'oignon haché, du sel et de la sauce Worcestershire, puis enveloppent des boules de ce mélange dans le netvet et fixent le tout avec un cure-dent. Les boules, d'environ 80 mm de diamètre, sont normalement grillées au barbecue (grillées sur un feu ouvert) et prêtes lorsque la graisse est croustillante. La recette allemande de foie de veau dans de la graisse crépine apparaît dans certains livres de cuisine.
Les noms skilpadjie (petite tortue), muise (souris), vlermuise (chauve-souris) et pofadder (vipère heurtante) reflètent son apparence. Le pofadder est la version la plus grande, de la taille d'une grande saucisse. Il est fait de foie d'agneau haché enveloppé dans un grand morceau de filet de bœuf et est généralement servi lors de fêtes où l'on peut couper environ 8 à 10 portions d'un pofadder une fois grillé. C'est un aliment très riche, riche en cholestérol et en gras ; les consommateurs mangent généralement des féculents sous forme de bouillie de maïs ou de pain grillé avec les skilpadjies, afin de ne pas attirer certains symptômes d'excès.